# Hernando Piñeros
José Hernando Piñeros Álvarez (Bogotá, 14 de octubre de 1943-Bogotá, 3 de diciembre de 2019) fue un futbolista y entrenador colombiano que se desempeñó como delantero y jugó en Santa Fe, Deportes Tolima, Millonarios, Deportivo Pereira, América de Cali, Once Caldas, Deportes Quindío y Atlético Nacional. Piñeros fue 2 veces campeón del Fútbol Profesional Colombiano; con Santa Fe, en 1975 y con Nacional en 1973. Como director técnico, dirigió a la Academia Bogotana.

## Trayectoria

### Inicios
Hernando Piñeros nació en la ciudad de Bogotá, la capital de Colombia. En Bogotá, empezó a jugar fútbol en los equipos aficionados Icasa e Independiente Colombia. De allí pasó a jugar a Independiente Santa Fe. 

### Santa Fe
Tras haber jugado por un tiempo en las divisiones inferiores, Piñeros debutó como profesional con Santa Fe en el año 1964. Con el equipo cardenal, jugó algunos partidos en ese año hasta mediados de 1965.

### Deportes Tolima
Después de haber debutado como profesional, el delantero bogotano se fue a jugar al Deportes Tolima a mediados del año 1965. En el equipo "Pijao", destacó por lo que volvió a jugar en Independiente Santa Fe. 

### Regreso a Santa Fe
En 1967 por pedido del entrenador antioqueño Gabriel Ochoa Uribe, Piñeros volvió a jugar en Santa Fe. Con el equipo cardenal destacó en la Copa Libertadores de América; ya que le marcó un golazo a River Plate de Argentina en el Estadio Nemesio Camacho El Campín; y fue uno de los goleadores del equipo en el torneo internacional. 

### Millonarios
Después de haber tenido una exitosa etapa en Santa Fe, Hernando se fue del equipo cardenal y pasó a jugar a Millonarios. En el equipo "Embajador", estuvo por un par de meses; y se fue al Deportivo Pereira. 

### Deportivo Pereira
Luego de haber jugado por unos meses con Millonarios, Piñeros se fue de su natal Bogotá, y se fue a jugar al Deportivo Pereira a principios de 1968. Con el equipo risaraldense, el bogotano fue un jugador destacado, y logró ser uno de los goleadores y una de las figuras del equipo. Piñeros jugó con el equipo "Matecaña" hasta mediados de 1969. 

### América de Cali
Gracias a los buenos partidos que tuvo jugando con la camiseta del Pereira, Hernando fue a jugar al América de Cali. Allí jugó por 6 meses.

### Once Caldas y Deportes Quindío
En el año 1970, Piñeros llegó a la ciudad de Manizales para jugar en el Once Caldas. Después de haber sido uno de los goleadores del equipo; pasó a jugar al Deportes Quindío a principios de 1971. En el equipo de la ciudad de Armenia, jugó por un año. 

### Atlético Nacional
A principios de 1972, Piñeros se fue a jugar al Atlético Nacional de Medellín. En el equipo antioqueño, Piñeros fue una de las figuras, ya que marcó muchos goles, y fue importante para que se consiguiera el título en el año 1973. En Nacional, jugó al lado de otro gran delantero colombiano, Víctor Campaz. Piñeros jugó en el equipo "Verdolaga" hasta finales del año 1974; cuándo se fue como un jugador muy querido por la hinchada. 

### Última etapa en Santa Fe y retiro
Después de haber tenido una exitosa en el Atlético Nacional, donde fue figura y goleador; Piñeros regresó a su natal Bogotá para jugar nuevamente en Santa Fe en el año 1975. En el año de su regreso, el delantero fue un jugador importante dentro de la nómina y ayudó a que el equipo cardenal a ganar el sexto título de su historia. Piñeros destacó junto a grandes jugadores como Alfonso Cañón, Ernesto Díaz, Juan Carlos Sarnari y Carlos Alberto Pandolfi. Luego de haber sido campeón con Santa Fe, Hernando se retiró del fútbol profesional luego de una exitosa carrera. Con Santa Fe disputó en total 105 partidos y marcó 18 goles.

### Carrera como entrenador
Hernando fue entrenador de la Academia Bogotana, un equipo de la Categoría Primera B en 1991.

## Selección nacional
Gracias a sus buenos partidos con la selección de Cundinamarca, Hernando fue convocado a la selección Colombia sub-20. Con la selección jugó en el Campeonato Sudamericano Juvenil en 1964. En aquel torneo, Colombia fue subcampeón.

## Clubes
| Club              | País     | Año                    |
| ----------------- | -------- | ---------------------- |
| Santa Fe          | Colombia | 1964-1965, 1967 y 1975 |
| Deportes Tolima   | Colombia | 1965-1966              |
| Millonarios       | Colombia | 1968                   |
| Deportivo Pereira | Colombia | 1968-1969              |
| América de Cali   | Colombia | 1969                   |
| Once Caldas       | Colombia | 1970                   |
| Deportes Quindío  | Colombia | 1971                   |
| Atlético Nacional | Colombia | 1972-1974              |

## Palmarés

### Campeonatos nacionales
| Título           | Club              | País     | Año  |
| ---------------- | ----------------- | -------- | ---- |
| Primera División | Atlético Nacional | Colombia | 1973 |
| Primera División | Santa Fe          | Colombia | 1975 |